# Wilhelm Fucks
Wilhelm Fucks (* 4. Juni 1902 in Wiesdorf; † 1. April 1990 in Köln) war ein deutscher Physiker, Professor und Rektor der RWTH Aachen.

## Leben
Nach Studium und Diplom 1923–1927 (bei Arnold Sommerfeld) an der Universität München sowie Assistententätigkeit und Promotion 1928–1933 (bei Walter Rogowski) am Elektrotechnischen Institut der RWTH Aachen, wo er sich 1934 für „Physik, insbesondere theoretische Physik“ habilitierte, erhielt Fucks 1938 eine außerordentliche Professur für theoretische Physik an der RWTH Aachen und 1940 eine Professur für theoretische Physik an der Technischen Hochschule Berlin.
1941 wurde er auf den Lehrstuhl für Experimentalphysik der RWTH Aachen berufen, den er als Direktor des 1. Physikalischen Instituts bis zu seiner Emeritierung 1970 behielt. Er war Rektor (1950 bis 1952) der RWTH und – als Mitglied der Deutschen Atomkommission – Vorsitzender des Wissenschaftlichen Rates zum Aufbau eines Kernforschungszentrums in Nordrhein-Westfalen. Nach dessen Gründung als »Kernforschungsanlage Jülich«, heute: Forschungszentrum Jülich, war Fucks von 1958 bis 1970 gleichzeitig Direktor des dortigen Instituts für Plasmaphysik und seit 1971 wissenschaftliches Ehrenmitglied der Kernforschungsanlage.
Auch außerhalb seiner fachlichen Arbeitsgebiete zur Physik der Gasentladung und Bogenentladung mit Forschungsschwerpunkt Plasmaphysik sowie der Isotopendiagnostik, zu deren Pionieren er gehört, forschte Fucks zur Demographie der Weltbevölkerung und zur zukünftigen Entwicklung der globalen Machtverhältnisse. Er veröffentlichte die Ergebnisse seiner mathematisch-statistischen Untersuchungen in verschiedenen Büchern, von denen einige Bestseller wurden. In Formeln zur Macht errechnete er 1965 den Aufstieg Chinas zur dritten Weltmacht; in Nach allen Regeln der Kunst legte er 1968 die Resultate seiner empirisch-quantitativen Analyse von Werken der Literatur, Musik und Bildenden Kunst vor.

„Wilhelm Fucks hat schon sehr frühzeitig die Notwendigkeit einer interdisziplinären Forschung erkannt und im weiten Feld seiner Interessen und Aufgaben verwirklicht.  Die exakte Literaturwissenschaft und Linguistik verdankt seinem Einfallsreichtum und seinem Blick für größere Zusammenhänge wesentliche Methoden und wichtige Gesetzmäßigkeiten. [...] Mit der Gründung der "Gesellschaft zur Förderung der Erforschung von Grundlagen der Anwendung von Methoden der Mathematik und der Naturwissenschaften auf andere Sachgebiete" und deren “Institut für mathematisch-empirische Systemforschung (MESY)” in Aachen [wurde] unter seiner Leitung die Grundlagenforschung auf dem Sektor der Geistes- und Gesellschaftswissenschaften gefördert und in einem eigenen Institut betrieben.“

Seine Arbeiten zur quantitativen Analyse von Sprachen und Texten seit Anfang der 1950er Jahre machten ihn zum Mitbegründer der Quantitativen Linguistik und Quantitativen Literaturwissenschaft. Mit seiner computergenerierten Komposition „Quatro Due“ (1963) gilt Fucks – neben Lejaren Hiller und dessen „ILLIAC-Suite“ (1957) – als Pionier der experimentellen digitalen Musik in Deutschland.

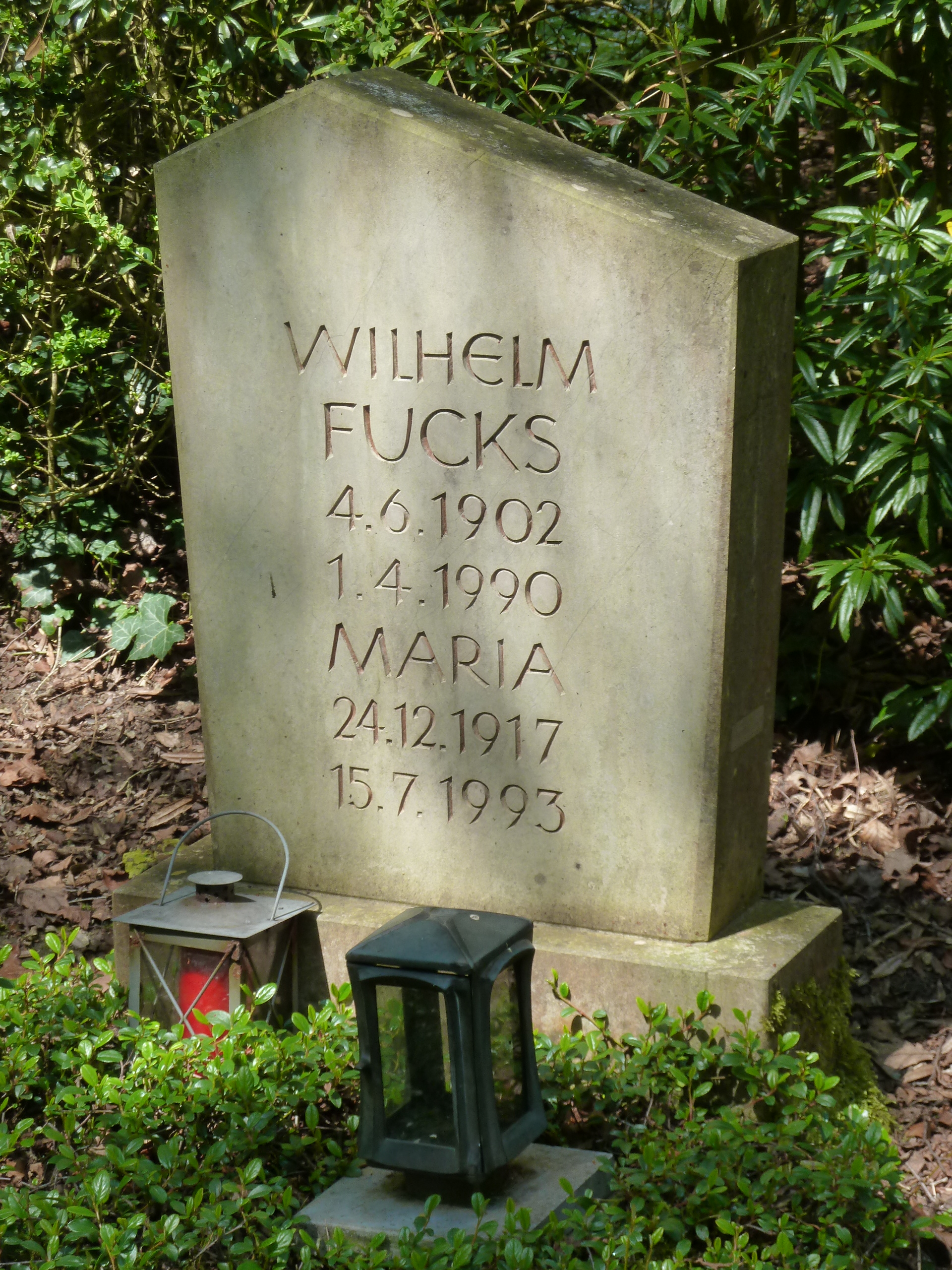
Grab auf dem Waldfriedhof in Aachen

Fucks war 1933 Mitglied der SS und trat 1937 in die NSDAP ein. Seine Mitgliedschaft in der SS verschwieg er bei seinem Entnazifizierungsverfahren.
Jeweils zu Karneval band Fucks in seine Physikvorlesung dem Anlass entsprechende bahnbrechende Experimente, wie z. B. zur Zeitverschiebung, ein.
Seit 1948 war er Mitherausgeber von Studium Generale. Zeitschrift für die Einheit der Wissenschaften im Zusammenhang ihrer Begriffsbildungen und Forschungsmethoden, seit 1959 Mitherausgeber der Atomkernenergie: Zeitschrift für die Anwendung der Kernenergie in Wissenschaft, Technik und Wirtschaft.

## Ehrungen
Wilhelm Fucks wurde 1950 als Gründungsmitglied in die »Arbeitsgemeinschaft für Forschung des Landes Nordrhein-Westfalen« berufen, aus der 1970 die Rheinisch-Westfälische Akademie der Wissenschaften hervorging, zu deren Gründungsmitgliedern er gehörte. Er war Ehrensenator der RWTH Aachen, Ehrenmitglied der Forschungsgesellschaft für Verfahrenstechnik, Chevalier des Ordre des Palmes Académiques der République Francaise und Träger des Großen Verdienstkreuzes des Verdienstordens der Bundesrepublik Deutschland.

## Veröffentlichungen (Auswahl)
- Energiegewinnung aus Atomkernen. Verlag Girardet, Essen 1948
- On Mathematical Analysis of Style in: Biometrika Vol. 39 (1952), Nr. 1–2, S. 122–129
- Mathematische Analyse von Sprachelementen, Sprachstil und Sprachen [Veröffentlichungen der Arbeitsgemeinschaft für Forschung des Landes Nordrhein-Westfalen, H. 34a]. Westdeutscher Verlag, Köln u. Opladen 1955.
- Theorie der Wortbildung. In: Mathematisch-Physikalische Semesterberichte. Bd. 4, 1955, S. 195–212.
- Zur Deutung einfachster mathematischer Sprachcharakteristiken. In: Forschungsberichte des Ministeriums für Wirtschaft und Verkehr des Landes NRW, Nr. 344, 1956.
- Gespräch ohne Ende. Religion, Wissenschaft, Sinn der Geschichte und eine kleine Handlung in vier Akten. [unter dem Pseudonym H. W. Thomas veröffentlicht], Chr. Belser Verlag, Stuttgart 1965.
- Zusammen mit Josef Lauter: Exaktwissenschaftliche Musikanalyse. Westdeutscher Verlag, Köln 1965
- Zusammen mit Josef Lauter: Mathematische Analyse des literarischen Stils. In: Helmut Kreuzer, Rul Gunzenhäuser (Hrsg.): Mathematik und Dichtung. Versuche zur Frage einer exakten Literaturwissenschaft. Nymphenburger, München 1965; 4. durchgesehene Auflage 1971, S. 107–122.
- Formeln zur Macht. Deutsche Verlags-Anstalt, Stuttgart 1965; 4. durchgesehene Auflage 1970. Rowohlt, Reinbek b. Hamburg. ISBN 3-499-16601-1. (Platz 1 der Spiegel-Bestsellerliste vom 16. bis zum 22. Mai 1966) Vorausberechnung des Aufstiegs Chinas zur Weltmacht.
- Nach allen Regeln der Kunst. Deutsche Verlags-Anstalt, Stuttgart 1968
- Über den Gesetzesbegriff einer exakten Literaturwissenschaft, erläutert an Sätzen und Satzfolgen in: Zeitschrift für Literaturwissenschaft und Linguistik, Jahrg. 1, 1971, Heft 1–2, S. 113–137
- Mächte von Morgen. Kraftfelder, Tendenzen, Konsequenzen. Deutsche Verlags-Anstalt, Stuttgart 1978. ISBN 3-421-01844-8.
- Mächte von morgen: China, Indien, Brasilien, die Machtzentren des 21. Jhs.?, genehmigte Taschenbuchausgabe, Goldmann, München 1980 ISBN 3-442-11279-6.